# 히라노촌 (후쿠시마현)
히라노촌(平野村)은 후쿠시마현 시노부군에 설치되었던 촌이다. 1955년 3월 31일 히라노촌 및 이자카정, 나카노촌, 다테군 유노정, 히가시유노촌, 모니와촌 등 6개 정·촌이 합병, 이자카정이 신설되고 폐지되었다.